# Harle Kurier
Die Harle Kurier ist ein in Wilhelmshaven stationiertes Passagierschiff der Reederei Warrings, welches im Sommer häufig für Hafenrundfahrten in Wilhelmshaven und als Fährschiff zwischen Wilhelmshaven und Eckwarderhörne eingesetzt wird.

## Das Schiff
Das Schiff wurde als Langeoog II auf der Schiffswerft Gebrüder Schlömer im ostfriesischen Oldersum gebaut. Der Stapellauf fand im Mai 1971 statt. Noch im gleichen Monat nahm das Schiff für die Schiffahrt der Inselgemeinde Langeoog den Fährbetrieb zwischen Bensersiel und Langeoog auf. 1980 wurde das Schiff in Stadt Wittmund umbenannt und fuhr fortan als Inselfähre nach Wangerooge. 1985 wurde das Schiff in Spiekeroog II umbenannt und bediente den Personenverkehr zwischen Neuharlingersiel und der Insel Spiekeroog. Seit 1991 trägt das Schiff seinen heutigen Namen und wird vorwiegend als Personen- und Fahrradfähre zwischen Wilhelmshaven und Eckwarderhörne sowie für Hafenrundfahrten oder Fahrten zu den Seehundsbänken eingesetzt.
Am 19. Februar 2013 kam es auf einer Überführungsfahrt zu einem Brand im Maschinenraum und das antriebslose Schiff musste vom Seenotkreuzer Bernhard Gruben nach Norderney zurückgeschleppt werden. Die dreiköpfige Besatzung der Harle-Kurier blieb unverletzt.